# Gustaf Wasa Saga
Gustaf Wasa Saga is een suite gecomponeerd door de Zweedse componist Andreas Hallén.
In 1896 bij de 400-ste verjaardag van het geboortejaar van Gustaaf I van Zweden, werden festiviteiten gehouden. Deze bestonden onder meer uit de toneeluitvoering van een aantal episoden uit het leven van de koning. Daniel Fallström (be)schreef een aantal gebeurtenissen voor toneeluitvoeringen (Ur Gustuaf Wasas Saga). Hallén componeerde er uitgebreid(e) muziek bij voor solisten, koor en orkest, waaronder de nog weleens uitgevoerde ballade Junker Nils sjunger till lutan (Jonker Nils zingt tot de luit). Later destilleerde Hallén een suite (alleen voor orkest) uit dit werk.

## Delen
1. Das Morgenroth der Freiheit (Het Morgenrood van de vrijheid);
2. Die Vision (visioen);
3. Aufruhr zur Wehr (oproep tot strijd);
4. Der Einzug (Binnenkomst) ook wel Wasamarsch;
5. Per Aspera ad astra (door lijden komt beroemdheid).

De suite duurt iets meer dan 30 minuten. In de delen (3) en (4) klinken steeds de beginnoten van de Marseillaise; een volkslied bij revolutie. In deel (5), dat als ondertitel heeft Gustaaf Wasa neemt afscheid van de troon, kijkt Wasa in melancholie terug op zijn leven.
Je zou niet zeggen dat deze muziek gecomponeerd is aan het eind van de 19e eeuw. Terwijl overal in Europa vernieuwing de kop opstak, is dit werk nog volledig in de traditie van de romantiek geschreven. Geen enkele dissonant is te horen, ook de tempi zijn matig en de dynamiek is vlak maar wel gevoelvol. Het klinkt echter schitterend en maakt benieuwd naar hoe de originele compositie klinkt. Dit alles past geheel in de stijl van de componist die gedurende zijn latere leven alle vernieuwing verafschuwde en daardoor iedere keer problemen kreeg in zijn muzikale leven.

## Bron
- Uitgave van Sterling